# Локалита Торе дел Дука (Катанцаро)
Локалита Торе дел Дука је насеље у Италији у округу Катанцаро, региону Калабрија.
Према процени из 2011. у насељу је живело 217 становника. Насеље се налази на надморској висини од 74 м.